# Couvent des Ursulines de Mont-de-Marsan
Pour les articles homonymes, voir Couvent des Ursulines.
Le couvent des Ursulines était un établissement religieux catholique de l'Ancien Régime situé à Mont-de-Marsan. Il n'en reste aucun vestige de nos jours.

## Présentation
Le couvent se situait au nord de l'actuelle rue Armand-Dulamon et rue Victor-Hugo et au sud de la rue Maubec. Il est également connu sous le nom de couvent de sainte-Ursule, congrégation d'enseignantes établie à Mont-de-Marsan en 1658. Les filles de la noblesse et de la haute bourgeoisie y sont admises moyennant une certaine dot. 

### Historique
Gilles Boutault, évêque d'Aire, fonde un couvent à la demande du maire et des jurats de Mont-de-Marsan. L'établissement accueille les religieuses de l'Ordre de Sainte-Ursule ou Ursulines, congrégation qui s'est donnée pour mission première l'instruction et l'éducation des jeunes filles, gratuitement pour les plus défavorisées. Le couvent comporte un pensionnat, des salles de cours et une chapelle. Les quatre première religieuses viennent du couvent de Saint-Sever.
Le couvent des Ursulines de Mont-de-Marsan devient bien national à la Révolution française et les religieuses en sont chassées en octobre 1792. Le couvent accueille alors des troupes volontaires des 2e et 3e bataillons des Landes, sert d'hospice militaire et des prisonniers espagnols y sont détenus. Il est presque entièrement rasé au cours du Premier Empire. L'ingénieur urbaniste David-François Panay crée une nouvelle voie, la rue Sainte-Ursule (devenue plus tard la rue Duplantier, de nos jours la rue du 8-Mai-1945), qui coupe en deux le site de l'ancien couvent et la rue Maubec, dans le sens nord sud.
Les espaces fonciers dégagés permettent la construction en 1809 de nouveaux bâtiments administratifs : 
- à l'est, l'ancien palais de justice de Mont-de-Marsan, à l'emplacement de l'église et du chœur des religieuses du couvent des Ursulines, et une caserne d'infanterie (préfigurant la future caserne Bosquet)[n 2]
- à l'ouest, les anciennes maison d'arrêt de Mont-de-Marsan et caserne[n 3] de gendarmerie de Mont-de-Marsan[5].

En 1915, les Ursulines reviennent à Mont-de-Marsan et s'installent pour quelques décennies au 406 chemin de Thore, lieu-dit Cabanac, à Saint-Jean-d'Août.

## Galerie
Bâtiments occupant le site de l'ancien couvent des Ursulines :

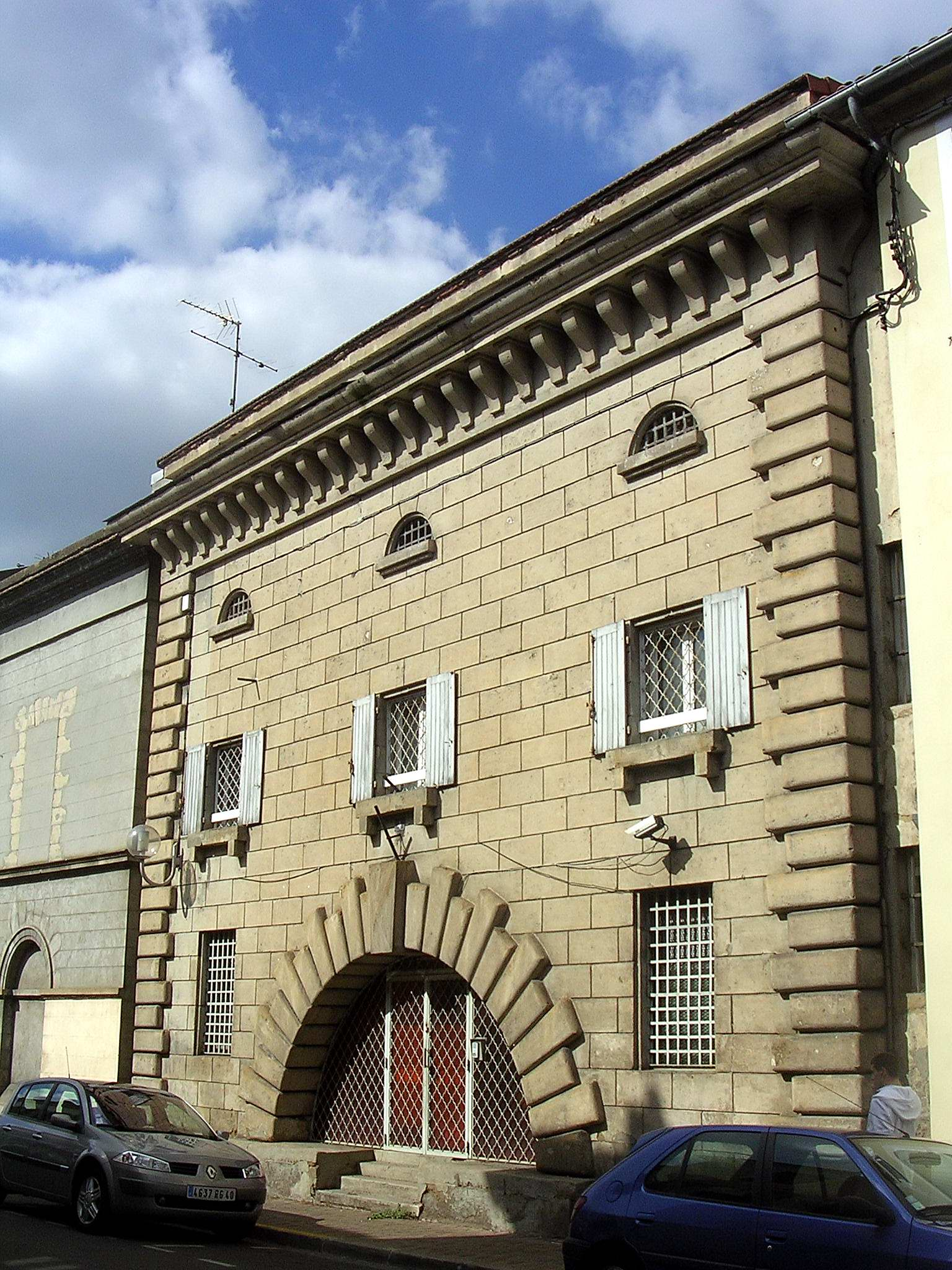
Ancienne maison d'arrêt de Mont-de-Marsan
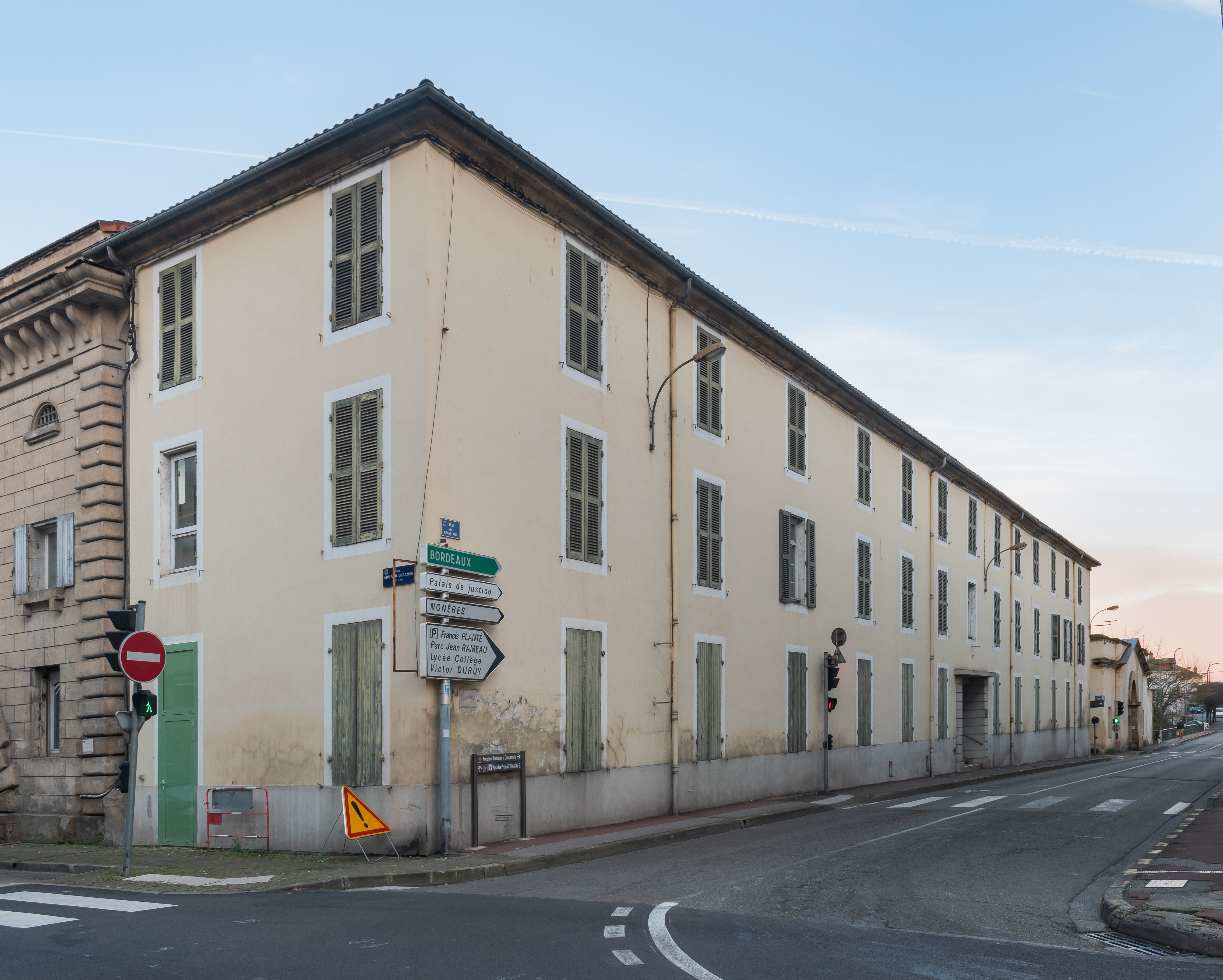
Ancienne gendarmerie située 6 rue du 8 Mai 1945
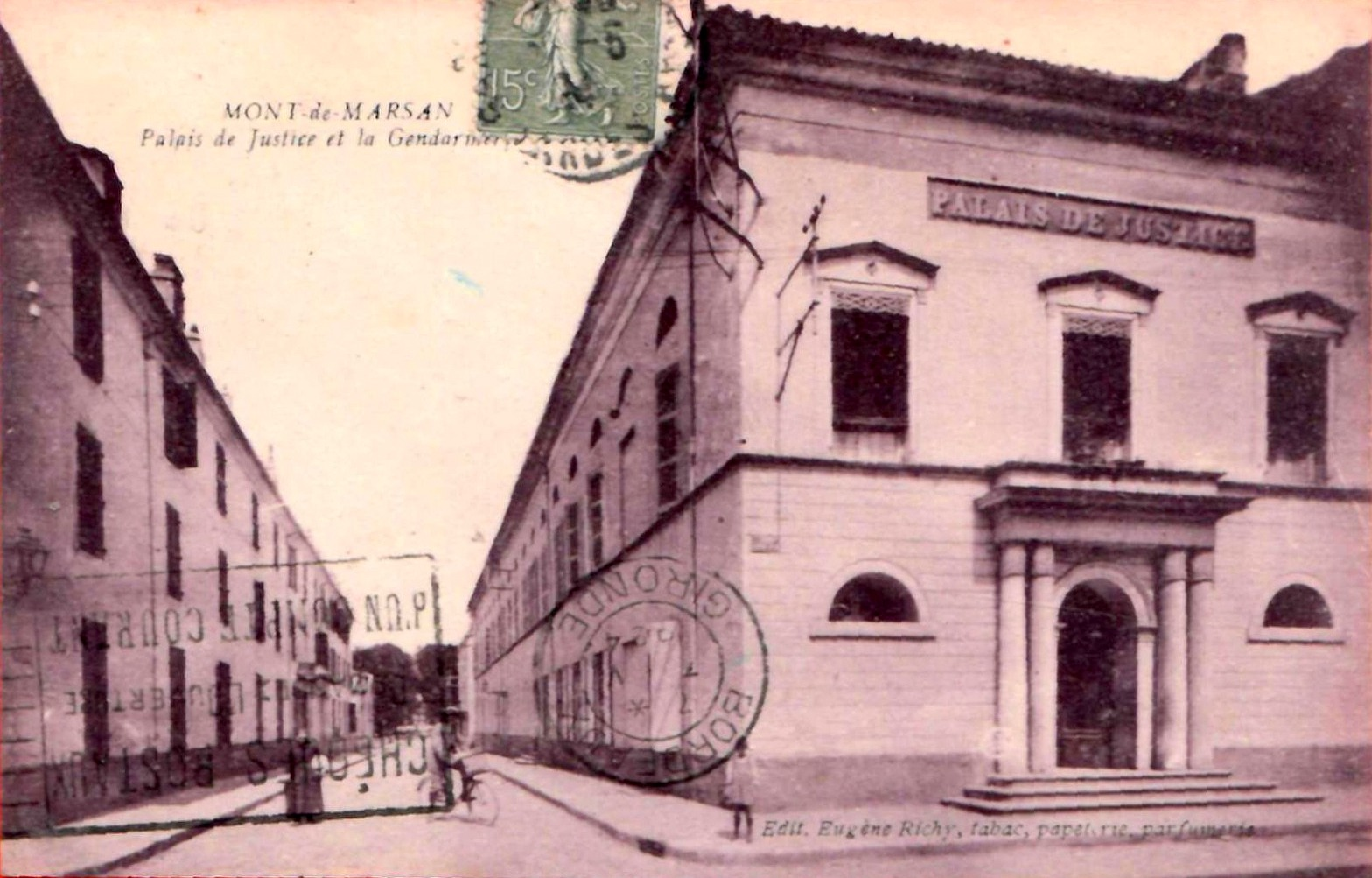
Ancien palais de justice de Mont-de-Marsan